# Phoenix Theatre
Il Phoenix Theatre è un teatro del West End situato nel distretto londinese di Camden, in Inghilterra.

## Storia
Il teatro fu progettato da Sir Giles Gilbert Scott con Cecil Massey e Bertie Crewe per il barone Sidney Bernstein. Il teatro, con una facciata neoclassica, è stato decorato all'interno in stile italianeggiante da Fëdor Komissarževskij. Le pareti del teatro sono decorate con copie di Vladimir Polunin di Tiziano, Tintoretto, Giorgione e Pinturicchio. Il teatro aprì al pubblico il 24 settembre 1930 con la prima londinese della commedia di Noel Coward Vite in privato, con Gertrude Lawrence e Laurence Olivier. Il teatro è stato a lungo associato con l'opera di Coward, che ha festeggiato il suo settantesimo compleanno proprio al Phoenix con una rappresentazione speciale a mezzanotte, mentre il bar del teatro è stato ribattezzato in suo onore.
Il teatro ha ospitato le prime di importanti opere teatrali britanniche, tra cui La versione Browning di Terence Rattigan. Nel 1968 un adattamento musicale dei Racconti di Canterbury rimase in cartellone per oltre duemila rappresentazioni, mentre nel 1978 la commedia di Tom Stoppard Night and Day iniziò quelle che si rivelarono essere due anni di repliche. La prima londinese del musical di Stephen Sondheim Into the Woods debuttò nel teatro nel 1991, con un cast che annoverava Imelda Staunton e Julia McKenzie. Dal novembre 1991 al novembre 2012 il teatro fu occupato da una produzione stabile di Blood Brothers, che ottenne un tale successo di pubblico da rimanere in cartellone per ventun anni di repliche. Successivamente, il teatro ha ospitato la prima londinese del musical Once, seguito da allestimenti dei musical Bend it Like Beckham (2015), Guys and Dolls (2016), The Girls (2017), Chicago (2018) e Come from Away (2019-2022).